# ハイラム・マキシム
ハイラム・スティーブンス・マキシム（Sir Hiram Stevens Maxim、1840年2月5日 - 1916年11月24日）は、アメリカ合衆国およびイギリスの発明家である。世界初の自動機関銃であるマキシム機関銃を開発したことで知られる。日本語では姓はマクシムとも表記される。『ライフ』誌が1999年に選んだ「この1000年で最も重要な功績を残した世界の人物100人」の一人に選ばれている。
その他、ヘアーアイロン、ねずみ捕り、蒸気ポンプなど、数多くの特許を取得した。また、電球は自身の発明であると主張した。
マキシムは動力飛行機の実験を行ったが、マキシムが設計した大型飛行機は成功しなかった。マキシムは、大衆に飛行機に対する関心を持たせるために、遊園地の遊具を設計して高い成功を収め、それにより飛行機の研究資金を集めた。
41歳のときにイギリスに渡り、1899年にアメリカの市民権を放棄してイギリスに帰化した。1901年に爵位を授与された。

## 生涯
マキシムは1840年2月5日にメイン州サンガービルで生まれた。14歳のときにコーチビルダーの見習いとなり、その10年後、叔父のリーバイ・スティーブンスが経営するマサチューセッツ州フィッチバーグの機械製作会社で職を得た。その後、機器製作者や製図工として働いた。
1881年、アメリカ電気照明会社のロンドン事務所の再編のために渡英した。その後、次第にイギリスに滞在する比率のほうが高くなり、1899年9月16日にはアメリカの市民権を放棄してイギリスに帰化した。

## 発明

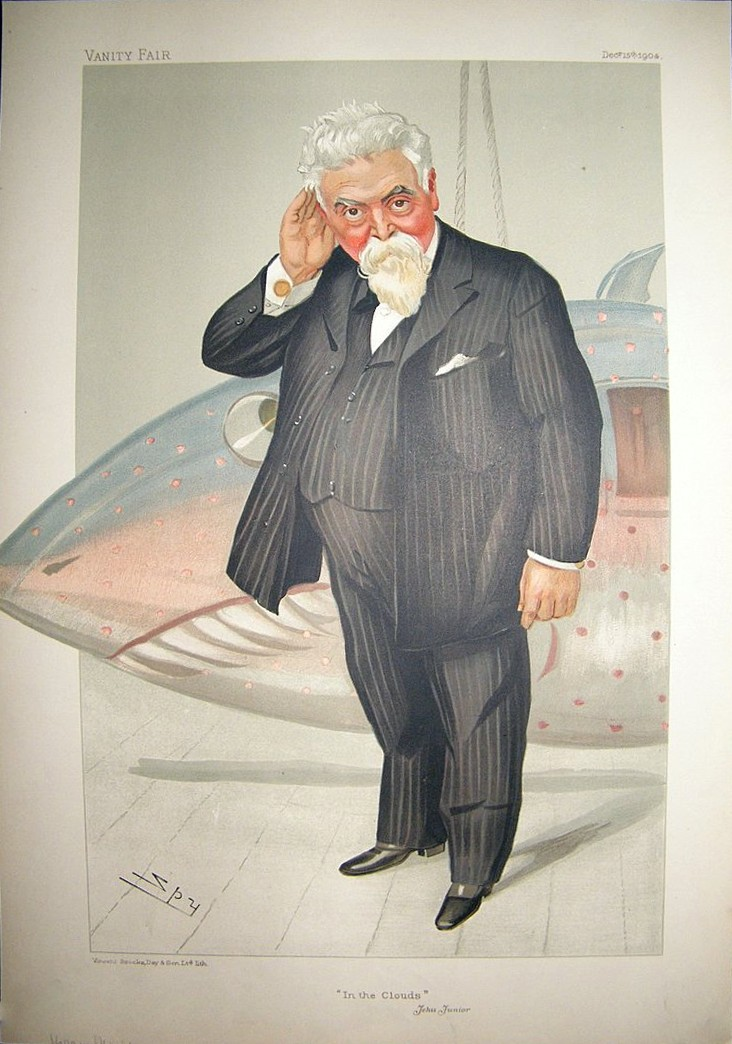
『バニティ・フェア』に掲載されたレスリー・ウォード(spy)によるマキシムの肖像（1904年）

マキシムは生涯で多数の発明をし、特許を取得した。ヘアーアイロン、時計の消磁器、マグネト発電機、船の横揺れ防止装置、リベット打ち機、航空機関砲、航空魚雷砲、代用コーヒー、各種の石油・蒸気・ガスエンジンなどを発明した。
何度も火災が発生した家具工場から再発防止策について相談されたマキシムは、世界初の自動スプリンクラー装置を発明した。これは、火災を検知すると、その場所を消火して、さらに消防署に自動で通報する仕組みだった。マキシムはこの装置を商品化することができなかったが、特許が切れた後は広く使われるようになった。
長年にわたり気管支炎を患っていたマキシムは、メントールの携帯型吸入器や松の蒸気の吸入器の特許を取得して製造し、喘息、耳鳴り、花粉症、カタルに効くと主張した。自分の才能を偽医療のために使っていると批判されると、マキシムは「（そのような批判は）殺人機械を発明することを称賛し、人の苦痛を止める装置を発明することは恥ずべきことだと言っているようなものだ」と反論した。
マキシムは1870年代後半に電球を発明し、ニューヨークのエクイタブル生命ビルにそれを設置した。しかし、電球の特許を巡るトーマス・エジソンとの特許争いに巻き込まれた。白熱電球に関する訴訟でマキシムは、エジソンが特許法についてより良く知っていたために、エジソンの功績ということになったのだと主張した。マキシムは、エジソンの会社の従業員がエジソンの名前を詐称して特許を取得したと主張したが、エジソンは従業員の証言が虚偽であることを証明した。

### 機関銃
マキシムは次のように言ったと伝えられている。
1882年、私はウィーンにいて、そこでアメリカ人の知人と出会った。彼は「お前の化学や電気なんてくそくらえだ! 大金を稼ぎたいなら、ヨーロッパ人同士が簡単に互いの喉を切り裂けるようになるようなものを発明しろ」と私に言いました。

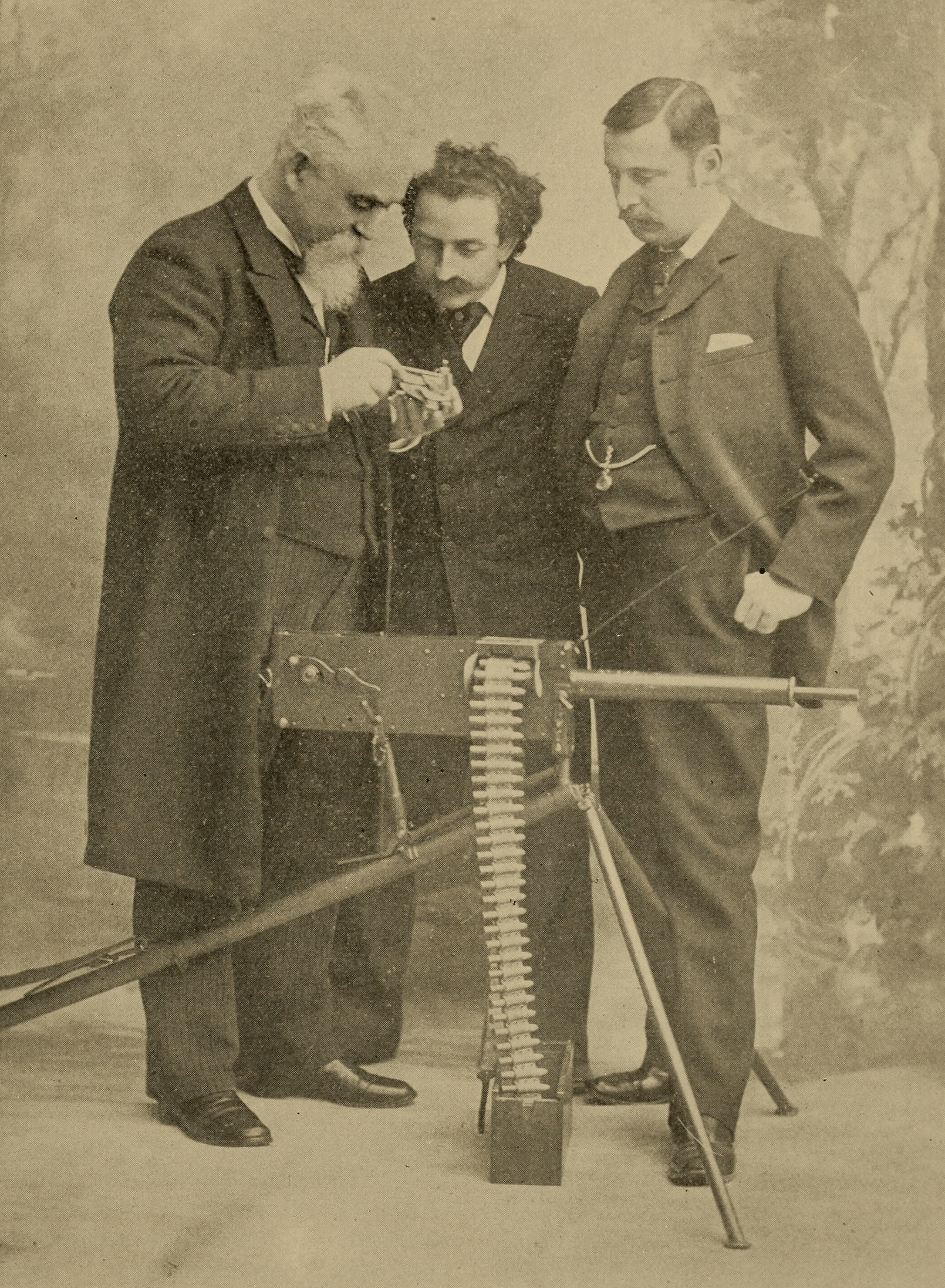
『カシアーズ・マガジン』(Cassier's Magazine)1895年4月号に掲載されたマキシム機関銃の写真。後は、左からマキシム、ルイス・カシアー、J・バックネイル・スミス

マキシムは子供の頃にライフルの反動でひっくり返ったことがあり、ここから、その反動によって銃を自動で作動させることを思いついた。マキシムは1883年から1885年の間に、ガス式、反動式、ブローバック式の銃の作動方法についての特許を取得した。イギリスに渡った後、ロンドン郊外のウェスト・ノーウッドにあるかつてサーロウ男爵が持っていた広大な敷地に居住し、機関銃の実験を行った。ここでマキシムは、射撃によって生じる反動エネルギーをばねに蓄えて次の射撃に使用する設計を開発した。マキシムは自宅で機関銃の実験を行う際に、銃声により窓ガラスが割れないように、あらかじめ窓を開けておくよう、新聞で告知を行った。
マキシムは、エドワード・ヴィッカースの資金援助により、ケント州クレイフォードで機関銃の製造会社を設立した。後にトールステン・ノルデンフェルトが設立したノルデンフェルト銃器弾薬会社を買収して合併させ、マキシム・ノルデンフェルト銃器弾薬会社とした。1897年にヴィッカースにより買収され、ヴィッカース・サンズ&マキシムとなり、マキシムは1911年まで同社の取締役を務めた。マキシムの設計を改良したヴィッカース重機関銃は、長年にわたって標準的なイギリスの機関銃として使用された。
マキシムが発明した機関銃とその派生型は一般に「マキシム機関銃」と呼ばれる。第一次世界大戦では、武器商人バジル・ザハロフによる武器の取引により、両陣営がMG08重機関銃、シュワルツローゼ重機関銃、PM1910重機関銃などのマキシム機関銃を運用した。
長年に渡り銃の試験をしていたマキシムは、晩年には難聴になり、聴力を失った。後に、彼の息子がサイレンサー（消音器）を発明することになる。

### 飛行装置

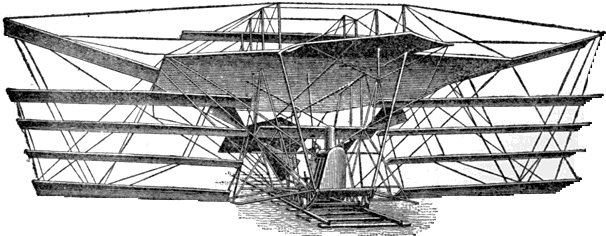
マキシムの飛行装置

マキシムの父は、2つの逆回転するローターで動くヘリコプターを考案したが、それを実現するだけの強力な動力を見つけることができなかった。息子のハイラムは、当初は父が考案したヘリコプターの実現を検討していたが、後に固定翼を使う方針に改めた。設計の作業を始める前に、翼の断面やプロペラの設計のための実験を行った。最初は風洞を使い、後には旋回腕の試験装置を建造した。設計した機体は、全長40フィート（12メートル）、幅110フィート（34メートル）、重量3.5トンで、ナフサを燃料とする360馬力（270キロワット）の蒸気機関を2機備え、それにより、直径17フィート（5.2メートル）の積層松材のプロペラ2枚を回転させる巨大な複葉機だった。1889年から製作を開始した。
マキシムは、ロンドン郊外のベクスリーのボールドウィンズ・パークに1800フィート（550メートル）の線路を敷設して試験を行った。もともと浮上することだけが目的の実験飛行のため、装置の高度が上がりすぎないように、重い鋳鉄の車輪を使っていた。数回の試運転の後、車輪だけでは不十分だと判断し、装置に4つの車輪付きのアウトリガーを取り付け、中央の線路から13フィート（4メートル）離れた場所に木製のガードレールを敷設して装置を拘束するようにした。1894年7月31日の試験で、レール上180メートルほどを加速した飛行装置は時速67キロメートルで浮上した。この時、浮き上がりすぎるのを防ぐために設置されたアウトリガーによってガードレールが引き上げられてしまい、即時に試験飛行を中止した。
その後、マキシムはこの実験を中止し、この経験を生かした遊園地の乗り物を作った。マキシムは後に、実現可能な飛行装置には、石油による内燃機関のような、出力対重量比の良い動力が必要であると指摘した。
マキシムの飛行装置の特許申請は特許局に拒絶された。また後世の専門家による評価も、その蒸気エンジンに対するものを除けば冷淡である。

## 哲学
マキシムは、生涯にわたり無神論者であった。マキシムは、『李鴻章スクラップブック』(Li Hung Chang's Scrapbook)を編纂していた。これは、「機関車や蒸気船を作ることができる人々（西洋人）が、悪魔や幽霊、不可能な奇跡、その他、宣教師が教えるような宗教に特有の不条理や不可能を信じることに基づく宗教を持っていることに対し、中国人は概して困惑している」というマキシムの信念を、中国の政治家李鴻章に訴えるために書かれたものである。
マキシムは中国に滞在するヨーロッパの宣教師たちを軽く見ており、その理由をスクラップブックに書いていた。スクラップブックにおいてマキシムは、「閣下のために説明付きのスクラップブックを作成したのは、この理由により中国人を正しい状態にすることが目的でした。私は、我々が全て愚か者ではないことを示したいのです」と述べた。スクラップブックは400ページと42枚の図版からなり、「キリスト教の本質」「中国におけるキリスト教」「奇跡・霊性・信条」についての彼の見解や、欧米の文明化における聖書の影響などが書かれている。スクラップブックの最後には、宣教師たちへの呼びかけと、「宣教的プロパガンダ」と彼が呼んでいるものが中国において失敗する理由について書かれている。

## 栄誉
イギリスに帰化した翌年の1882年、イギリス女王ヴィクトリアがマキシムへの爵位授与を決定した。しかし、授与直前の1901年1月22日にヴィクトリアが亡くなり、授与は1901年2月9日にエドワード7世から行われた。マキシムはエドワードの友人だった。
マキシムは、レジオンドヌール勲章シュヴァリエを受勲し、王立研究所フェロー、イギリス科学振興協会会員、ロイヤル・ソサエティ・オブ・アーツフェローに選出された。
死後の2006年、マキシム機関銃と無煙火薬の発明により全米発明家殿堂に殿堂入りした。

## 死去

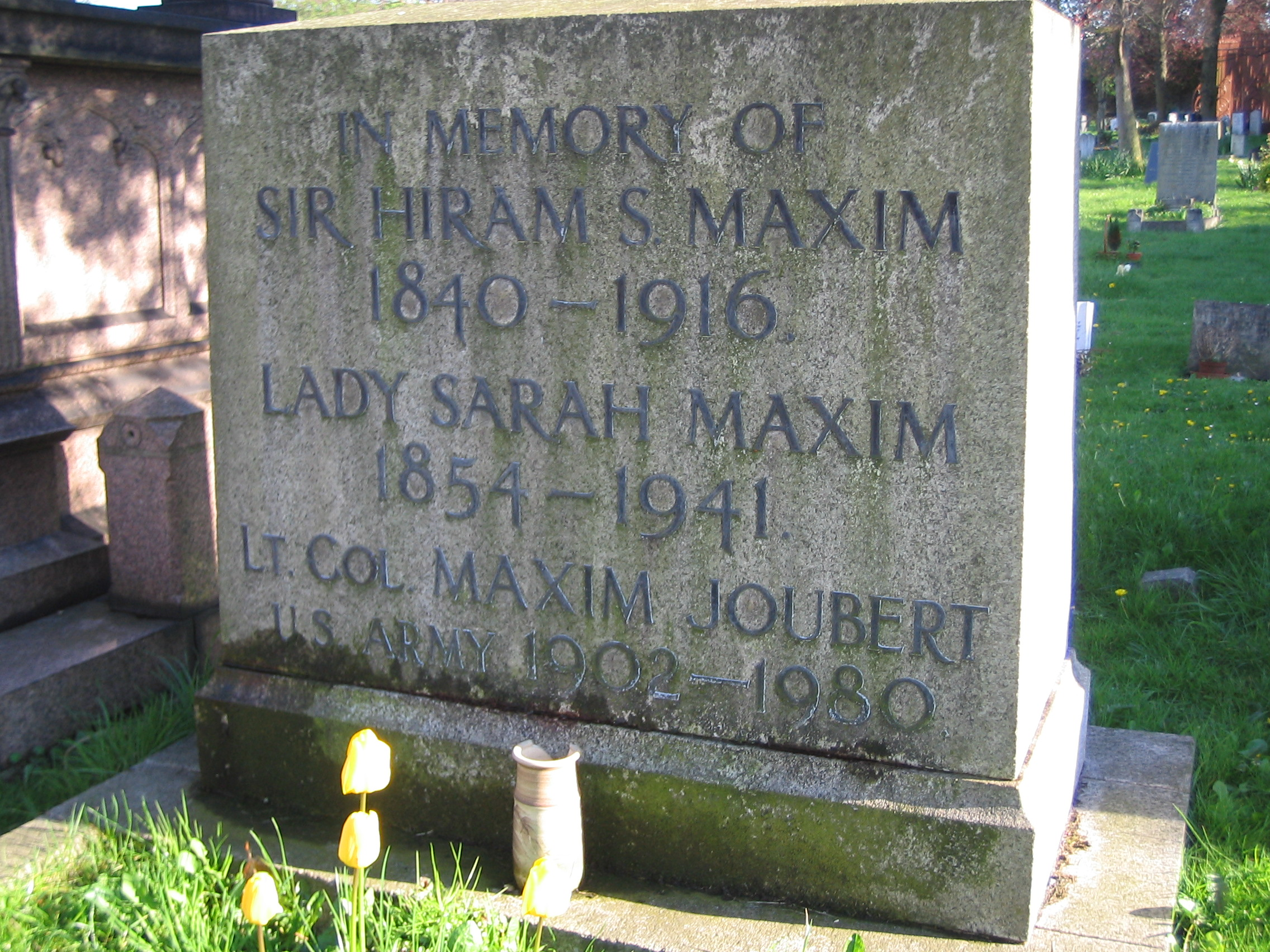
ハイラム・マキシムの墓石

マキシムは1916年11月24日にロンドン・ストリーサムの自宅において76歳で死去した。遺体は、妻と、孫のマキシム・ジュベールとともにウェスト・ノーウッド墓地に埋葬された。

## 家族
弟のハドソン・マキシムもまた軍事に関する発明家であり、爆薬を専門としていた。長年にわたり、2人は密接に協力していた。しかし、無煙火薬の特許を巡って、2人の関係に亀裂が生じた。この特許は"H. Maxim"の名前で取得されており、そのため、同じイニシャルの兄ハイラムと弟ハドソンが、それぞれ自分のことだと主張したのである。また、ハイラムは主にヨーロッパで、ハドソンはアメリカ国内で仕事をしており、弟のアメリカでの成功を、兄は嫉妬していた。この嫉妬と特許を巡る論争により、2人は亡くなるまで距離を置くこととなった。
マキシムは生涯で2度結婚している。最初の妻はイギリス出身のジェーン・バッデン(Jane Budden)で、1867年5月11日にボストンで結婚した。ジェーンとの間にはハイラム・パーシー(Hiram Percy)、フローレンス(Florence)、アデレード(Adelaide)の1男2女が生まれた。フローレンスはジョージ・アルバート・カッター(George Albert Cutter)と結婚した。アデレードは、イグナツィ・パデレフスキのピアノ調律師として知られるエルドン・ジュベール(Eldon Joubert)と結婚した。1875年に一家はニュージャージー州ファンウッドに移り住んだ。
息子のハイラム・パーシー・マキシムは、父と同じ兵器の発明家となり、初の商業的に成功した銃器用サイレンサーを発明したが、アマチュア無線の先駆者であり、全米規模のアマチュア無線組織であるアメリカ無線中継連盟(ARRL)を設立したことで最もよく知られている。ハイラム・パーシーは、幼少期の父との思い出を"A Genius in the Family"（家族の中の天才）という自伝として出版した。この本は"So Goes My Love"というタイトルで1946年に映画化され、ハイラムをドン・アメチーが、妻のジェーンをマーナ・ロイが、ハイラム・パーシーをボビー・ドリスコールが演じた。
マキシムは、1881年に秘書で愛人のサラ・ヘインズ(Sarah Haynes)と結婚した。このときに、最初の妻との離婚が成立していたかどうかは不明である。イギリスに帰化後の1890年に、再度婚姻届が提出されている。
このほか、ヘレン・レイトン(Helen Leighton)が、自分は1878年にマキシムと結婚しており、これは故意に行われた重婚であると主張して、2万5千ドルの賠償を求めて訴訟を起こした。また、マキシムとの間にロメイン(Romaine)という子供をもうけたとも主張した。この訴訟は、1千ドルの金銭と、レイトンがマキシムと結婚していたと今後主張しないことで和解した。なお、マキシムは遺言で「ロメイン・デニソン」という人物に4千ポンドを相続しているが、これはロメインの子供である。

## 著書
- (1908). Artificial and Natural Flight. Whittaker
- Li Hung Chang's Scrapbook[29]
- (2009). A New System of Preventing Collisions at Sea. Schwarz Press. ISBN 978-1-4446-0553-2.  オリジナルの24 July 2012時点におけるアーカイブ。 2009年9月20日閲覧。
- (1915). My Life. Methuen & Co., Ltd.. ISBN 9781408609675
- (1904). Monte Carlo facts and fallacies. Grant Richards

## 特許
- アメリカ合衆国特許第 208,252号 – Electric lamp
- アメリカ合衆国特許第 230,310号 – Electric lamp
- アメリカ合衆国特許第 230,953号 – Electric lamps
- アメリカ合衆国特許第 230,954号 – Process for removing air from globes of electric lamps
- アメリカ合衆国特許第 230,309号 – Electric lamp
- アメリカ合衆国特許第 234,835号 – Electrical lamp
- アメリカ合衆国特許第 237,198号 – Process of manufacturing carbon conductors
- アメリカ合衆国特許第 244,277号 – Electric Lamp
- アメリカ合衆国特許第 247,083号 – Process of Manufacturing Carbons
- アメリカ合衆国特許第 247,084号 – Incandescent Electric Lamp
- アメリカ合衆国特許第 247,085号 – Process of Manufacturing Carbon Conductors
- アメリカ合衆国特許第 247,380号 – Electric Lamp
- アメリカ合衆国特許第 255,308号 – Electrical meter
- アメリカ合衆国特許第 277,846号 – Process of Manufacturing Carbons for Incandescent Lamps
- アメリカ合衆国特許第 283,629号 – Electric Lamp
- アメリカ合衆国特許第 321,513号 – Machine Gun
- アメリカ合衆国特許第 405,239号 – Apparatus for the Manufacture of Filaments for Incandescent Lamps
- アメリカ合衆国特許第 405,170号 – Manufacture of Filaments for Electric Lamps
- アメリカ合衆国特許第 430,212号 – Manufacture of explosive
- アメリカ合衆国特許第 618,703号 – Apparatus for Manufacturing Filaments for Electric Lamps
- アメリカ合衆国特許第 618,704号 – Method of Manufacturing Filaments for Electric Lamps
- GB 189700207, Maxim, Hiram Stevens & Louis Silverman, "Improvements in the Firing Mechanism of Automatic Guns", issued 30 October 1897
- GB 189607468, Maxim, Hiram Stevens, "Improvements in Automatic Guns", issued 27 February 1897, gas action for machine guns
- GB 189607045, Maxim, Hiram Stevens, "Improvements in Automatic Machine Guns", issued 13 March 1897, breech mechanism of machine gun